# Syndrome de Mirizzi
Cet article court présente un sujet plus développé dans : Lithiase biliaire.
 Mise en garde médicale
Le syndrome de Mirizzi est une complication rare de la lithiase biliaire chronique, défini par une impaction dans le collet ou le canal cystique et une inflammation réactionnelle qui vont comprimer la voie biliaire principale.